# Jeff Chabot
Julian Jeffrey Gaston Chabot, detto Jeff Chabot (Hanau, 12 febbraio 1998), è un calciatore tedesco, difensore dello Stoccarda.

## Biografia
Nato in Germania, ha origini francesi.

## Caratteristiche tecniche
Di ruolo difensore centrale, fa della stazza fisica, del colpo di testa, della grinta e del senso della posizione i suoi punti di forza. Di piede mancino, ha giocato anche da centrocampista.

## Carriera

### Club

#### Inizi
Ha esordito il 12 agosto 2017 con la maglia dello Sparta Rotterdam in un match perso 3-0 contro il VVV-Venlo. Dopo la retrocessione del club in Eerste Divisie viene ceduto al Groningen.

#### Sampdoria e parentesi allo Spezia
Il 23 maggio 2019 viene annunciato il suo trasferimento alla Sampdoria per 3,7 milioni di euro, che sarà effettivo dall'inizio del successivo calciomercato, l'1 di luglio. Viene indicato come possibile successore di Skriniar e Andersen nella squadra ligure.
Esordisce con il club il 25 settembre 2019 nella sconfitta per 2-1 sul campo della Fiorentina, rilevando nella ripresa Gianluca Caprari. Gioca anche le successive due partite (entrambe da titolare) contro Inter e Verona, prima di venire accantonato per via dell'esonero di Eusebio Di Francesco e il conseguente arrivo di Claudio Ranieri, che lo impiega per la prima volta solo il 5 dicembre in Coppa Italia contro il Cagliari. In campionato, complice l'infortunio accorso ad Alex Ferrari, torna a giocare il 6 gennaio 2020 contro il Milan, fornendo una buona prestazione in marcatura contro Zlatan Ibrahimović. Tuttavia, complici prestazioni non sempre all'altezza, non trova molto spazio. Ciononostante, il 19 luglio, in occasione della partita vinta in trasferta contro il Parma per 2-3, segna il gol del 2-1, che è anche il suo primo in blucerchiato.
Il 24 settembre 2020 viene ceduto in prestito con diritto di riscatto e controriscatto al neopromosso Spezia. Esordisce con i liguri tre giorni dopo, sostituendo nel finale Cristian Dell'Orco nella partita contro il Sassuolo, ed il 25 ottobre segna il suo primo gol nella partita contro il Parma, pareggiata per 2-2, in cui realizza il gol del momentaneo 0-1.
Tornato a Genova per fine prestito, con i blucerchiati colleziona altre 13 presenze tra campionato e Coppa Italia. 

#### Colonia
il 26 gennaio 2022 passa in prestito biennale, con opzione di acquisto definitivo, ai tedeschi del Colonia. L'11 maggio 2023 viene esercitata l'opzione di acquisto a titolo definitivo dal club tedesco, con cui sottoscrive un contratto fino al 30 giugno 2026.
Il 23 maggio 2024 viene annunciato che non avrebbe proseguito la sua carriera con il club al termine della stagione, culminata con la retrocessione dei biancorossi.

#### Stoccarda
il 25 maggio 2024 firma un contratto triennale con lo Stoccarda.

### Nazionale
Ha giocato nelle nazionali giovanili tedesche Under-17, Under-19, Under-20 ed Under-21.

## Statistiche

### Presenze e reti nei club
Statistiche aggiornate al 14 aprile 2023
| Stagione         | Squadra          | Campionato       | Campionato | Campionato | Coppe nazionali | Coppe nazionali | Coppe nazionali | Coppe continentali | Coppe continentali | Coppe continentali | Altre coppe | Altre coppe | Altre coppe | Totale | Totale | Totale |
| Stagione         | Squadra          | Comp             | Pres       | Reti       | Comp            | Pres            | Reti            | Comp               | Pres               | Reti               | Comp        | Pres        | Reti        | Pres   | Reti   |        |
| ---------------- | ---------------- | ---------------- | ---------- | ---------- | --------------- | --------------- | --------------- | ------------------ | ------------------ | ------------------ | ----------- | ----------- | ----------- | ------ | ------ | ------ |
| 2016-2017        | Lipsia II        | RL               | 1          | 0          | -               | -               | -               | -                  | -                  | -                  | -           | -           | -           | 1      | 0      |        |
| 2017-2018        | Sparta Rotterdam | ED               | 20         | 2          | CO              | 1               | 0               | -                  | -                  | -                  | -           | -           | -           | 21     | 2      |        |
| 2018-2019        | Groningen        | ED               | 28         | 1          | CO              | 1               | 0               | -                  | -                  | -                  | -           | -           | -           | 29     | 1      |        |
| 2019-2020        | Sampdoria        | A                | 8          | 1          | CI              | 1               | 0               | -                  | -                  | -                  | -           | -           | -           | 9      | 1      |        |
| 2020-2021        | Spezia           | A                | 25         | 1          | CI              | 2               | 0               | -                  | -                  | -                  | -           | -           | -           | 27     | 1      |        |
| 2021-gen. 2022   | Sampdoria        | A                | 11         | 0          | CI              | 2               | 0               | -                  | -                  | -                  | -           | -           | -           | 13     | 0      |        |
| Totale Sampdoria | Totale Sampdoria | Totale Sampdoria | 19         | 1          |                 | 3               | 0               |                    | -                  | -                  |             | -           | -           | 22     | 1      |        |
| gen.-giu 2022    | Colonia          | BL               | 4          | 0          | CG              | -               | -               | -                  | -                  | -                  | -           | -           | -           | 4      | 0      |        |
| 2022-2023        | Colonia          | BL               | 21         | 0          | CG              | 1               | 0               | UECL               | 1+0                | 0+0                | -           | -           | -           | 23     | 0      |        |
| 2023-2024        | Colonia          | BL               | 32         | 0          | CG              | 2               | 0               | -                  | -                  | -                  | -           | -           | -           | 34     | 0      |        |
| Totale Colonia   | Totale Colonia   | Totale Colonia   | 57         | 0          |                 | 3               | 0               |                    |                    | 1                  | 0           | -           | -           | 61     | 0      |        |
| Totale carriera  | Totale carriera  | Totale carriera  | 150        | 5          |                 | 10              | 0               |                    |                    | 1                  | 0           |             |             | 161    | 5      |        |

## Palmarès

### Competizioni nazionali
- Coppa di Germania: 1

Stoccarda: 2024-2025